# Claus Schilling
Claus Karl Schilling, även Klaus Karl Schilling, född 5 juli 1871 i München, död (avrättad) 28 maj 1946 i Landsberg am Lech, var en tysk läkare inom tropikmedicin. Under andra världskriget företog han medicinska experiment på interner i koncentrationslägret Dachau.

## Biografi

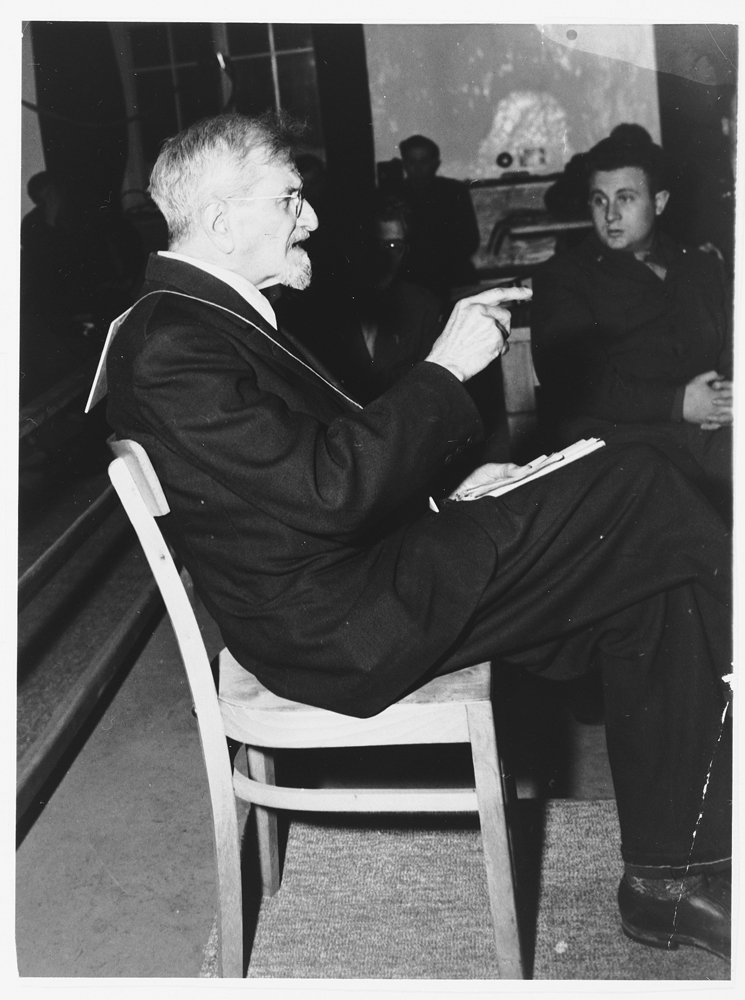
Claus Schilling inför rätta 1945.

Claus Schilling studerade medicin i sin hemstad samt i Berlin under Robert Koch och promoverades 1895. Från 1899 verkade han som läkare i Togoland och Tyska Östafrika. Han kom att bli erkänd för sina insatser inom tropikmedicin och utnämndes 1905 till chef för avdelningen för tropikmedicin vid Robert Koch-institutet i Berlin. Schilling ägnade sig i huvudsak åt forskning inom malariabekämpning. Efter drygt trettio år på denna post pensionerades han 1936.
Schilling bedrev efter sin pensionering forskning i Italien och tilläts med Mussolinis goda minne att företa experiment på italienska psykiatripatienter i bland annat Volterra. Senare betonade Schilling betydelsen av dessa experiment för tyskt vidkommande och fick tillåtelse av Reichsführer-SS Heinrich Himmler att vidta malariaexperiment på interner i koncentrationslägret Dachau. Genom inokulation smittades mellan 900 och 1 000 interner med malaria; många av dem avled senare av tuberkulos, dysenteri eller tyfus. Schilling hade tidigare försäkrat, att malariaforskning kunde bedrivas på människor utan någon som helst risk.

### Inför rätta
Den 29 april 1945 befriades Dachau av amerikanska trupper och Schilling greps i väntan på rättegång. Vid den första Dachaurättegången från den 15 november till den 13 december 1945 ställdes Schilling och 39 andra personer, däribland kommendanten Martin Weiss, inför rätta för brott mot mänskligheten. Inför rätten hävdade Schilling, att det var hans plikt inför mänskligheten att företa dessa experiment för att finna ett malariavaccin. Schilling dömdes till döden och avrättades genom hängning den 28 maj 1946.